# Oliveira do Bairro
Oliveira do Bairro és un municipi portuguès, situat al districte d'Aveiro, a la regió del Centre i a la subregió de Baixo Vouga. L'any 2004 tenia 9.804 habitants. Es divideix en 6 freguesias. Limita al nord amb Aveiro, al nord-est amb Águeda, a sud-est amb Anadia, al sud-oest amb Cantanhede i a l'oest amb Vagos.

## Població
| Població del concelho d'Oliveira do Bairro (1801 – 2004) | Població del concelho d'Oliveira do Bairro (1801 – 2004) | Població del concelho d'Oliveira do Bairro (1801 – 2004) | Població del concelho d'Oliveira do Bairro (1801 – 2004) | Població del concelho d'Oliveira do Bairro (1801 – 2004) | Població del concelho d'Oliveira do Bairro (1801 – 2004) | Població del concelho d'Oliveira do Bairro (1801 – 2004) | Població del concelho d'Oliveira do Bairro (1801 – 2004) | Població del concelho d'Oliveira do Bairro (1801 – 2004) |
| -------------------------------------------------------- | -------------------------------------------------------- | -------------------------------------------------------- | -------------------------------------------------------- | -------------------------------------------------------- | -------------------------------------------------------- | -------------------------------------------------------- | -------------------------------------------------------- | -------------------------------------------------------- |
| 1801                                                     | 1849                                                     | 1900                                                     | 1930                                                     | 1960                                                     | 1981                                                     | 1991                                                     | 2001                                                     | 2004                                                     |
| 1939                                                     | 5086                                                     | 9540                                                     | 14362                                                    | 16699                                                    | 17517                                                    | 18660                                                    | 21164                                                    | 22365                                                    |

## Freguesies
- Bustos
- Mamarrosa
- Oiã
- Oliveira do Bairro
- Palhaça
- Troviscal